# Hakkas
Hakkas – miejscowość (tätort) w Szwecji, w regionie administracyjnym (län) Norrbotten, w gminie Gällivare.
Według danych Szwedzkiego Urzędu Statystycznego liczba ludności wyniosła: 374 (31 grudnia 2015), 356 (31 grudnia 2018) i 360 (31 grudnia 2019).
Nazwa wsi pochodzi od wyrazu haka, co znaczy zagroda, od dawnego podziału tych terenów na zagrody. Główną atrakcją wsi jest wodospad Hakkas. Funkcjonuje tu leśne schronisko o nazwie Hotell Hilton oraz sklep spożywczy, stacja benzynowa, szkoła, przedszkole, kawiarnia i łaźnia. Przez Hakkas prowadzą różne szlaki turystyczne i narciarskie. Mieszkańcy wsi trudnią się w przetwórstwie drzewnym bądź dojeżdżają do pracy w Gällivare.